# فرانسيسكو مانشيني
فرانسيسكو مانشيني (بالإيطالية: Francesco Mancini)‏ (10 أكتوبر 1968 ماتيرا إيطاليا - 30 مارس 2012 بسكارا إيطاليا) هو لاعب كرة قدم إيطالي سابق كان يلعب كحارس مرمى.